# Lieja-Bastogne-Lieja femenina
La Lieja-Bastogne-Lieja femenina és una cursa ciclista professional femenina de ciclisme en ruta d'un un dia que es disputa anualment en Lieja i rodalia i que passa per Bastogne. És la versió femenina de la cursa del homònima masculina, que se celebra el mateix dia (l'últim diumenge d'abril), i suposa la cloenda de les Clàssiques de les Ardenes, de les quals forma part conjuntament amb la Fletxa Valona i l'Amstel Gold Race.
Considerada un dels monuments del ciclisme, la seua primera edició es va celebrar en 2017 com a part de l'UCI Women's WorldTour.

## Palmarès
| Any  | Vencedor             | Segon                | Tercer               |
| ---- | -------------------- | -------------------- | -------------------- |
| 2017 | Anna van der Breggen | Lizzie Deignan       | Katarzyna Niewiadoma |
| 2018 | Anna van der Breggen | Amanda Spratt        | Annemiek van Vleuten |
| 2019 | Annemiek van Vleuten | Floortje Mackaij     | Demi Vollering       |
| 2020 | Lizzie Deignan       | Grace Brown          | Ellen van Dijk       |
| 2021 | Demi Vollering       | Annemiek van Vleuten | Elisa Longo Borghini |
| 2022 | Annemiek van Vleuten | Grace Brown          | Demi Vollering       |
| 2023 | Demi Vollering       | Elisa Longo Borghini | Marlen Reusser       |
| 2024 | Grace Brown          | Elisa Longo Borghini | Demi Vollering       |
| 2025 |                      |                      |                      |